# Buczmy
Buczmy – wieś na Ukrainie w rejonie lwowskim (wcześniej w rejonie żółkiewskim) należącym do obwodu lwowskiego.